# Турки в Боснии и Герцеговине
Турки в Боснии и Герцеговине (босн. Turci u Bosni i Hercegovini / Турци у Босни и Херцеговини; тур. Bosna-Hersek'teki Türkler) — проживающие в Боснии и Герцеговине представители турецкого народа, поселившиеся с XV века во времена Османской империи, однако во времена австро-венгерского владычества многие из них уехали в Турцию.

## История
Когда Османская империя завоевала Боснийское королевство в 1463 году, в регион прибыла значительная турецкая община. Турецкая община неуклонно росла на протяжении всего периода османского правления в Боснии; однако после того, как османы потерпели поражение в Балканских войнах, большинство турок вместе с другими мусульманами, проживающими в регионе, покинули свои дома и мигрировали в Турцию как «мухаджиры».

## Культура
В 2003 году Парламентская ассамблея Боснии и Герцеговины приняла Закон о защите прав представителей национальных меньшинств. Согласно Закону, культурные, религиозные, образовательные, социальные, экономические и политические свободы турецкого меньшинства охраняются государством.

### Язык
Турецкий язык официально признан языком меньшинства Боснии и Герцеговины в соответствии с Европейской хартией региональных языков или языков меньшинств в соответствии с пунктом 2 статьи 2 ратификации 2010 года.
По данным переписи 2013 года, 1233 человека (817 мужчин, 416 женщин), из которых 990 проживали в Сараевском кантоне, назвали турецкий своим родным языком, тогда как 1108 (738 мужчин, 370 женщин), из них 970 проживали в Сараевском кантоне, объявили себя этническими турками.

### Религия
Турецкое меньшинство исповедует ислам суннитского толка.

### Община
Турецкая община в Боснии хорошо обеспечена благодаря исторически прочным связям между обеими странами.

## Численность
По данным переписи населения 1991 года, в Боснии и Герцеговине проживало 267 турок, а по переписи населения 2013 года их составило 1108 человек. Более восьмидесяти процентов всех турок Боснии и Герцеговины проживают в столице Сараево.

## Известные представители
- Алия Изетбегович — боснийский государственный и политический деятель[7].
- Бакир Изетбегович — боснийский политик.